# Pic de Java
Chrysocolaptes strictus
Espèce
Synonymes
- Picus strictus Horsfield, 1821
(protonyme)

Statut de conservation UICN

 VU C2a(i) : Vulnérable
Le Pic de Java (Chrysocolaptes strictus) est une espèce d'oiseaux de la famille des Picidae.

## Répartition
Cet oiseau vit à Java.

## Systématique
Le nom valide complet (avec auteur) de ce taxon est Chrysocolaptes strictus (Horsfield, 1821).
L'espèce a été initialement classée dans le genre Picus sous le protonyme Picus strictus Horsfield, 1821.

### Liste des sous-espèces
Selon GBIF (27 juillet 2024) :
- Chrysocolaptes strictus subsp. kangeanensis Hoogerwerf, 1963

- Chrysocolaptes strictus subsp. strictus